# Susan Zuccotti
Susan Zuccotti, nata Sessions (14 novembre 1940), è una storica statunitense, specializzata in storia dell'Olocausto.

## Biografia
La Zuccotti ha conseguito un dottorato di ricerca sulla storia dell'Europa moderna presso la Columbia University e ha tenuto dei corsi di storia dell'Olocausto al Barnard College di New York e al Trinity College di Hartford.
Nel 1988 ha vinto il National Jewish Book Award con il libro The Italians and the Holocaust, la cui traduzione italiana fu finalista al Premio Acqui Storia e vincitrice nella sezione Opera prima. Nel 2000 ha ricevuto un altro National Jewish Book Award nella categoria Jewish-Christian relations e nel 2002 il Sybil Halpern Milton Memorial Prize, entrambi per il libro Under His Very Windows, nel quale sostiene che Papa Pio XII fosse a conoscenza del genocidio degli ebrei e che avrebbe potuto fare di più, in particolare per impedire la deportazione degli ebrei italiani.
È vedova dell'imprenditore immobiliare John Zuccotti, morto nel 2015.

## Opere
- (EN) The Italians and the Holocaust: Persecution, Rescue, and Survival, New York, Basic Books, 1987, ISBN 0-465-03622-8.
  -  L'Olocausto in Italia, traduzione di Roberta Rambelli, prefazione di Furio Colombo, Milano, Arnoldo Mondadori, 1988, ISBN 88-04-30929-6.
- (EN) The Holocaust, the French, and the Jews, New York, Basic Books, 1993, ISBN 0-465-03034-3.
- (EN) Under His Very Windows: The Vatican and the Holocaust in Italy, New Haven, Yale University Press, 2000, ISBN 0-300-08487-0.
  -  Il Vaticano e l'Olocausto in Italia, traduzione di Vittoria Lo Faro, Milano, Bruno Mondadori, 2001, ISBN 88-424-9810-6.
- Holocaust Odysseys: The Jews of Saint-Martin-Vésubie and their Flight Through France and Italy, 2007.
- Pere Marie-Benoit and Jewish Rescue, 2013.